# Anua disjungens
Anua disjungens là một loài bướm đêm trong họ Erebidae.